# 道の駅白馬
道の駅白馬（みちのえき はくば）は、長野県北安曇郡白馬村にある国道148号の道の駅である。

## 施設
- 駐車場
  - 普通車：36台
  - 大型車：6台
  - 身障者用：1台
- トイレ （いずれも24時間利用可能）
  - 男：大 3器、小 5器
  - 女：5器
  - 身障者用：1器
- 公衆電話
- 夢白馬
  - レストラン（11:00 - 19:00（ラストオーダー18:30）・ソフトクリーム）
  - 物産館（お土産や特産品ほか）・直売所（野菜））
  - アンテナショップ

## 休館日
- 毎週火曜日（祝日の場合、翌日）
- 7月－10月・1月 - 3月は無休

## アクセス
- 国道148号 - 登録路線
  - 長野県道33号白馬美麻線
- JR大糸線 神城駅より徒歩約7分。
- 長野駅より特急バス長野白馬線で約60分、「五竜」下車徒歩約3分。

## 周辺
- 青木湖